# دومان، اسلام‌آباد
دومان (به انگلیسی: Duman) یک شهر در پاکستان است که در اسلام‌آباد واقع شده‌است. دومان ۱۱۷٬۵۹۱ نفر جمعیت دارد و ۴۴۷ متر بالاتر از سطح دریا واقع شده‌است.